# Episodi di Vicky il vichingo
La serie animata giapponese-tedesca Viki il vichingo è stata prodotta in 78 episodi da Taurus Film, ZDF, ORF, Zuiyo Eizo e Mushi Production. Venne mandata in onda in prima visione in Germania da ZDF dal 31 gennaio 1974, mentre in Giappone fu trasmessa su Fuji TV dal 3 aprile 1974 al 27 settembre 1975.
In Italia furono doppiati e trasmessi 77 episodi su 78, lasciando inedito l'ultimo. La serie andò in onda inizialmente su Rete 1 dal 4 maggio al 9 giugno 1976 per i primi 9 episodi. Continuò a essere trasmessa dalla Televisione svizzera in lingua italiana per 57 episodi (ep. 10-27, 29-35, 40-62) più il primo episodio, dal 20 aprile 1977 al 30 agosto 1979. Contemporaneamente Rete 2 mandò in onda altri 13 episodi inediti (dal 63 al 75) dall'11 settembre al 27 novembre 1977. Nel 1980 venne trasmessa dalle reti locali con il titolo Vickie il vichingo, e per l'occasione furono doppiati due episodi inediti (il 76 e il 77), mentre furono ridoppiati gli episodi 2, 4, 5, 6, 8, 9 e 70. Nel 1982 è stata replicata da Italia 1 come Vicky il vichingo, titolo utilizzato anche nelle edizioni home video.
I titoli italiani indicati di seguito corrispondono a quelli della prima trasmissione, utilizzati (salvo dove indicato diversamente) anche nelle edizioni home video, con l'eccezione del nome di Viki scritto "Vicky", come da cambio di titolo della serie.
| Nº | Titolo italiano Giapponese 「Kanji」 - Rōmaji | In onda           | In onda           |
| Nº | Titolo italiano Giapponese 「Kanji」 - Rōmaji | Giapponese        | Italiano          |
| 1  | La gara 「バイキング誕生」 - baikingu tanjō | 3 aprile 1974     | 4 maggio 1976     |
| 1  | La nave comandata dal rude Halvar attracca a Flake; qui il capo vichingo trova Viki alle prese con un lupo e, credendo il figlioletto un fifone, inizia a raccontare quanto lui era invece coraggioso alla sua età; la moglie Ylva continua però a preferire il cervello del figlio ai muscoli del marito. Per dimostrare quale tra queste due caratteristiche sia la preferibile, padre e figlio si sfidano: dovranno trasportare alcuni grandi massi su per la collina. Mentre Halvar inizia subito a fare avanti e indietro con le pietre in braccio Viki si strofina il naso e trova presto il modo per vincere la gara: con la porta di casa si costruisce una catapulta improvvisata attaccata a due alberi e in quella maniera lancia tutte le pietre a destinazione. Come ricompensa il bambino chiede di potere essere portato con i vichinghi sulla nave durante il viaggio seguente. |                   |                   |
| 2  | La trappola 「そーら船出だ 失敗だ」 - so ra funade da shippai da | 10 aprile 1974    | 11 maggio 1976    |
| 2  | Viki e Ylvi si nascondono dentro le botti per imbarcarsi: Ylvy viene scoperta subito invece Viki viene trovato dopo un giorno di navigazione. La ciurma riluttante decide di proseguire il viaggio tenendo Viki come sguattero. L'arrivo di una tempesta coglie i vichinghi impreparati che si risvegliano sulla spiaggia nelle vicinanze di un forte. Durante l'assalto tutti cadono in trappola e vengono fatti prigionieri. |                   |                   |
| 3  | La fuga 「のこのこぎりぎり 大脱走」 - nokonokogirigiri daidassō | 17 aprile 1974    | 18 maggio 1976    |
| 4  | Il dente cariato 「虫歯よ さらば」 - mushiba yo saraba | 24 aprile 1974    | 25 maggio 1976    |
| 4  | Snorre tormenta i compagni con i suoi lamenti causati da un dente cariato. Dopo vari tentativi di tenere Snorre il più lontano possibile Viki trova il modo di estrarre il dente. All'improvviso compaiono all'orizzonte le navi di Sven. |                   |                   |
| 5  | Sven il terribile 「いじわるスベンをやっつけろ」 - ijiwaru suben woyattsukero | 1º maggio 1974    | 1º giugno 1976    |
| 5  | Per sfuggire a Swen Viki coordina i movimenti dei remi con il suono di un tamburo, ad un certo punto le navi di Swen cambiano rotta e il pericolo sembra passato. Il giorno dopo Swen tende loro un agguato, questa volta Viki dice al padre di lanciare delle frecce infuocate contro le navi, il piano riesce e Viki con suo padre festeggiano andando su un'altalena. |                   |                   |
| 6  | L'imbroglio 「税金取りなんて 恐くない」 - zeikin tori nante kowaku nai | 8 maggio 1974     | 8 giugno 1976     |
| 6  | Mentre i vichinghi si preoccupano per le esose tasse doganali che devono sborsare per ritornare a casa, Swen continua ad inseguirli. Ancora una volta Viki si sbarazza di loro lanciando i remi della nave utilizzando un arco legato all'albero maestro. Giunti nei pressi dello stretto Viki inscena un attacco da parte di Swen nascondendo il bottino sotto la nave. L'esattore vedendo lo stato pietoso dei vichinghi e della loro nave li lascia passare ed accortosi della presenza di Swen decide di attaccarlo. |                   |                   |
| 7  | Viki e i 19 lupi 「狼狩りコンテスト」 - ookami kari kontesuto | 15 maggio 1974    | 15 giugno 1976    |
| 8  | L'attacco 「スベンの逆襲」 - suben no gyakushū | 22 maggio 1974    | 22 giugno 1976    |
| 8  | Swen attacca Flake nel cuore della notte e costringe la popolazione a ritirarsi sui monti. Viki fa preparare una zuppa di carne per poi lanciargliela addosso ai nemici. Poi adesca il nemico vicino alla gabbia dei lupi e li libera. I lupi si scagliano contro il nemico e Swen non può fare altro che darsela a gambe. |                   |                   |
| 9  | L'isola dei gabbiani 「ビッケと大あざらし」 - bikke to ooa zarashi | 29 maggio 1974    | 29 giugno 1976    |
| 9  | I bambini del villaggio hanno in programma di esplorare un'isola ma Viki non vuole partecipare perché non sa nuotare, Alvar però lo obbliga ad andare con loro. Arrivati sull'isola Viki fa amicizia con due foche, ma Gilby le scaccia ferendo una di loro. Durante il ritorno l'altra foca distrugge la zattera e riporta Viki sull'isola per curare il suo compagno. Viki consolida l'amicizia con le foche ed impara a nuotare con il loro aiuto. |                   |                   |
| 10 | L'astuzia di Viki 「ギッチョンパの約束」 - gicchonpa no yakusoku | 5 giugno 1974     | 4 maggio 1977     |
| 10 | Dopo mesi di riposo Halvar decide che è ora di riprendere il largo in cerca di nuove avventure, ma Viki questa volta non pare essere interessato ad imbarcarsi con il padre e gli amici della ciurma: ha difatti solennemente promesso alla cara amica Ylvi di partecipare insieme a lei alla festa annuale che si tiene nel paese vicino. L'intero equipaggio, però, non ha proprio alcuna intenzione di andare per mare senza la presenza rassicurante dell'intelligente figlio del capo. Si mettono d'accordo così di 'catturarlo' con l'inganno; mentre sta correndo a caccia di farfalle assieme alla bambina, dopo vari tentativi infruttuosi riescono a metterlo dentro ad un sacco e a portarselo via con loro. Viki si ritrova pertanto presto in mare con le vele aperte in direzione dell'Inghilterra; poco dopo viene intercettata una nave olandese i vichinghi si danno all'arrembaggio. Ma appena riempita la stiva col bottino ad Halvar giunge voce che nascosti nella nave europea ci sono alcuni ammalati di peste; terrorizzato fa immediatamente portare indietro tutti gli oggetti preziosi trafugati onde evitare un possibile contagio e si poi fugge a gambe levate. Si renderà conto troppo tardi che è stata tutta un'idea astutissima del figliolo in combutta con il capitano della nave europea il quale poi, come ringraziamento, promette al ragazzino di ricondurlo a Flake, dove lo attende fiduciosamente Ylvi: come promesso la sera della festa la passano assieme in compagnia. |                   |                   |
| 11 | I giganti dagli occhi rossi 「ハルバルの 救出作戦」 - harubaru no kyūshutsusakusen | 12 giugno 1974    | 11 maggio 1977    |
| 11 | Al villaggio di Flake giunge la notizia che la nave di Halvar è stata fatta prigioniera dal terribile popolo guerriero dei Normanni, soprannominati 'i giganti dagli occhi rossi'; questi hanno da poco invaso quelle terre provenienti dal continente europeo, distruggendo e sottomettendo crudelmente la popolazione locale. L'unico a salvarsi e riuscito a scappare è stato Snorre, giunto a casa fortunosamente a bordo d'una zattera. A Viki, dopo essersi strofinato ripetutamente il naso, viene in mente una brillante idea; ordina così a tutte le donne e i bambini di aiutarlo a costruire un bel po' di armi fasulle: archi, lance e spade di legno dipinte di blu mirtillo e con la punta rossa. Poi, assieme a Snorre, si fa accompagnare dal capo del villaggio vicino a Gunnar fino alle coste dell'Inghilterra. Lì fingono di essere mercanti provenienti dalla Svezia e si dirigono nella città dove son tenuti incarcerati i compagni. |                   |                   |
| 12 | La liberazione 「赤い目の巨人たち」 - akai meno kyojin tachi | 19 giugno 1974    | 18 maggio 1977    |
| 12 | A bordo d'un carrettino trainato da un asinello i due vichinghi travestiti riescono ad oltrepassare le porte della cittadina occupata dai Normanni; giunto davanti al capo nemico lo convince a farsi lucidare tutte le armi della guarnigione, così da renderle invincibili e splendenti d'un bel colore blu e rosso. All'interno dell'armeria sostituiscono allora tutte le armi vere con quelle finte di legno colorato: poi libera dalla prigione il padre col suo equipaggio. Il combattimento che ne segue non ha storia. I vichinghi riescono con gran facilità ad avere la meglio sui corpulenti ma sciocchi Normanni: la popolazione, liberata anch'essa dal giogo straniero, ringrazia sentitamente i vichinghi per avere cacciato gli invasori e fa riempire la loro nave di doni preziosi. Tutti possono così tornare sani e salvi verso casa. |                   |                   |
| 13 | La piccola spada 「鋭い剣を持った スベルケル」 - surudoi tsurugi wo motta suberukeru | 26 giugno 1974    | 25 maggio 1977    |
| 13 | Le scorte d'acqua potabile scarseggiano ed Halvar fa una sosta in Irlanda dove, ammarati in una baia, i vichinghi penetrano verso l'interno in cerca di un fiume. Qui però vengono attaccati da un gruppo di uomini comandati dal grande e grosso Svelk, che chiede in cambio dell'acqua la consegna di tutto ciò che hanno nella loro nave; l'avversario sembra inoltre essere davvero molto forte, anche grazie al potere di quella ch'egli afferma essere una della spade costruite dagli gnomi sotterranei. Viki però non crede a queste leggende e superstizioni e sfida il gigante; dopo averlo provocato si lascia inseguire un po' dappertutto in giro per il bosco, fino a che uno dei fendenti della spada non colpisce un masso rompendone un pezzo e rimanendovi conficcata. Infine Svelk precipita da un dirupo battendo la testa: ciò gli fa tornare la memoria e rinsavire; era difatti divenuto cattivo e pericoloso a seguito di una precedente caduta che gli aveva fatto perdere la memoria. L'uomo in realtà risulta essere un artigiano che costruisce piatti di legno; tutti possono così riappacificarsi e i vichinghi riprendere nuovamente il loro viaggio. |                   |                   |
| 14 | Il capo ha sempre ragione 「城は見かけに よらぬもの」 - shiro ha mikake ni yoranumono | 3 luglio 1974     | 1º giugno 1977    |
| 14 | Non soddisfatti per l'esito della loro avventura Halvar decide, supportato anche da tutti gli altri, d'assaltare lungo la via del ritorno quello che sembra a prima vista un castello del tutto abbandonato e potere così depredarlo dei tesori ivi riposti: purtroppo per loro però finiscono per essere ancora una volta messi in catene ed imprigionati nel fondo d'una buia prigione. Il re del luogo ha deciso che, dopo l'imminente festività che stanno per celebrare li farà uccidere. Faxe, Urobe e Ulme, gli unici ad essere riusciti a scampare all'agguato, corrono alla nave dov'era rimasto in attesa Viki per avvisarlo; il ragazzino allora si presenta al castello fingendosi apprendista cuoco e viene subito assunto in cucina. Mentre Viki studia un metodo per potere liberare gli amici la guardia della prigione apre le tubature dell'acqua per fare affogare i vichinghi. |                   |                   |
| 15 | Il figlio del capo ha più ragione 「逃げろや逃げろ」 - nige roya nige ro | 10 luglio 1974    | 8 giugno 1977     |
| 15 | Viki fa ubriacare la guardia e ferma l'acqua appena in tempo. Venuto poi a sapere che un gruppo di clown si appresta ad eseguire uno spettacolo alla corte reale, con astuzia nasconde il loro grande costume da drago conservato in una cassa e poi trascina il gruppo dei giocolieri dentro la stanza in cima alla torre per rinchiuderveli. A questo punto fa travestire gli amici con gli abiti dei clown e sotto il costume da drago si presentano a danzar davanti al re, che applaude soddisfatto e divertito. Al termine dello spettacolo riescono per un soffio a non farsi scoprire e scappano via a gambe levate fuori dal castello. |                   |                   |
| 16 | Il re cattivo 「水攻め大作戦」 - mizu zeme daisakusen | 17 luglio 1974    | 21 settembre 1977 |
| 16 | Tornati a Flake i vichinghi vengono a sapere dell'avventura morte del vecchio re; il trono è stato così assunto dallo spregiudicato nipote Erik, che ha già pensato bene di fare triplicare le tasse richieste ai villaggi dell'intera nazione: la marmaglia soldatesca inizia così una razzia generalizzata dei beni della popolazione. Viki, prima del loro arrivo, fa costruire una diga a monte e tutta una serie di condutture fatte di tronchi di legno cavi per portare l'acqua fino al villaggio: qui, fatti ubriacare per bene tutti i soldati, la mattina seguente apre le chiuse ed allaga l'intera piazza ove si trovano accampati. Il capo delle guardie, che rischia d'affogare in quanto non sa nuotare, viene portato in salvo solo dopo avere promesso di non tornare più a Flake con ingiuste richieste di tasse. |                   |                   |
| 17 | I primi pompieri del mondo 「世界で最初の 消防隊」 - sekai de saisho no shōbōtai | 24 luglio 1974    | 28 settembre 1977 |
| 17 | La piccola Ylvi racconta a tutti che Viki è riuscito a catturare un lupo; Gilby allora lo sfida, vincerà chi riuscirà per primo a catturarne uno solo con l'aiuto di una clava, senza cioè alcun trucco o trappola preparata in precedenza. Mentre Viki fugge inseguito dalla belva Gilby s'addentra senza alcun timore all'interno del bosco; delle improvvise folate di vento, però, fanno strusciare i rami secchi degli alberi provocando un incendio: la foresta divampa così tra altissime fiamme in direzione di Flake. Tocca proprio a Viki a questo punto ideare un modo per salvare le case del villaggio ed al contempo la via del compagno rimasto intrappolato: con l'aiuto dell'acquedotto da poco realizzato usa piccoli tronchi cavi come pompe d'acqua; poi, coperto da un lenzuolo bagnato, attraversa le fiamme per andare a portare soccorso a Gilby. Viene infine istituito il corpo dei pompieri di Flake e come comandante non può che essere nominato altri che il geniale Viki. |                   |                   |
| 18 | Il piccione, Viki e le foche 「鳩とビッケと あざらしと」 - hato to bikke to azarashito | 31 luglio 1974    | 5 ottobre 1977    |
| 18 | Viki con l'aiuto di Ylvi sta addestrando un piccione viaggiatore, così da potere essere utilizzato come "postino" volante in caso di necessità; inizialmente però né il burbero Halvar né gli altri uomini paiono essere intenzionati a credere che ciò sia possibile. Ylvi propone allora una sfida tra il vichingo più veloce di Flake, che è Tjure, e l'amato uccello di Viki: dovranno partire contemporaneamente da un luogo lontano e cercare di tornare il prima possibile a casa. Tjure, a cui è stato promesso in caso di vittoria una botte d'acquavite, già pregusta la vittoria: purtroppo per lui il piccione Lamberto giunge a destinazione molto prima. Un'ultima prova viene richiesta e Gilby e Ylvi partono allora assieme su una zattera in direzione delle isolette a forma di scoglio al largo: da lì lasciano libero Lamberto per vedere se è capace d'orizzontarsi anche in mare aperto. Fortunatamente per loro, che hanno perduto la zattera e l'alta marea li sta per sommergere, il messaggio che hanno messo sulla zampetta del piccione arriva tra le mani di Viki, che corre così in loro aiuto su sci d'acqua improvvisati trascinato dalle due amiche foche. |                   |                   |
| 19 | Schiavi dei Magiari 「ビッケと 大きなタコ」 - bikke to ooki na tako | 7 agosto 1974     | 12 ottobre 1977   |
| 19 | Halvar parte con la nave ed il suo fedele equipaggio in direzione della Bulgaria per andare a vendere le pelli che hanno raccolto durante tutto l'anno appena trascorso. Nel momento in cui devono trascinare la nave a terra (tra l'Oder e il Danubio) e spostarla usando tronchi d'albero come ruote vengono bloccati dall'esercito dei Magiari che li vogliono ridurre in schiavitù. Allora Ulme scrive un poetico messaggio d'aiuto e lo invia tramite Lamberto a Viki il quale, appena ricevutolo, si prepara a raggiungerli. I vichinghi si trovano bloccati in uno spiazzo aperto senza alcun albero e non sanno proprio come fare per tirarsi fuori dai guai; Viki ordina allora di legare le pelli che hanno nella stiva tra loro e farne dei grandi aquiloni: con questi fanno letteralmente volare via la nave grazie anche all'aiuto del fortissimo vento che spira. I Magiari rimangono così a bocca aperta a guardarli andare via in cielo. |                   |                   |
| 20 | Avventura in Bulgaria 「王様はくいしんぼ」 - ōsama hakuishinbo | 14 agosto 1974    | 19 ottobre 1977   |
| 20 | Atterrati in una prateria piena di cavalli che credono selvaggi i vichinghi si mettono a rincorrerli per farne bistecche; vengono però subito bloccati e messi in catene dai soldati del re del luogo, un avido ciccione incastrato nel suo trono che ha proibito a chiunque tranne che a lui stesso (pena la morte) di potersi cibare di carne. Mentre sta per essere decapitato Viki fa credere al re che a Flake si mangi una succulenta carne di capriolo e che, al confronto, quella di cui si ciba il re non è neppure degna d'essere gettata in pasto ai cani. Il re ingordo libera i vichinghi e li fa tornare in patria, con Halvar che rimane in ostaggio: appena liberati, però, Viki e gli altri si travestono e spacciatisi per mercanti provenienti dalla lontana terra d'Etiopia preparano al re uno stufato di carne al pepe piccante, facendolo mangiare anche a tutte le guardie. Possono così andare a liberare Alvar ancora rinchiuso in prigione. I soldati, ormai stufi della tirannia del re, decidono di ribellarsi ed ottengono la libertà. Si viene infine a conoscenza che l'ex-re è divenuto vegetariano e, dimagrito, ha anche cambiato carattere facendosi più mite e gentile. |                   |                   |
| 21 | L'arrivederci 「くしゃみ粉 25番」 - kushami kona 25 ban | 21 agosto 1974    | 26 ottobre 1977   |
| 21 | Vendute tutte le pelli e fatto buoni affari i vichinghi soddisfatti sono sulla via del ritorno; nel momento in cui si trovano però a dovere trasportare la nave via terra vengono sopraffatti da un fortissimo vento contrario, che li blocca del tutto. L'esercito magiaro sta usando in cima alla collina dei giganteschi mantici con cui creano quel vento artificiale. Wicky si fa aiutare da Snorre ed assieme si dirigono al campo nemico, che scoprono comandato a bacchetta dalla moglie grande e grossa del capitano: riescono a convincerla d'essere in grado di creare un nuovo tipo di vento ancora più potente del loro. Mentre Snorre comincia a cantare e danzare per imitare uno strano rituale magico Wicky getta dentro i mantici due sacchi d'una polvere starnutente e pruriginosa: in tal modo mentre tutti i magiari si trovano in preda alle convulsioni i due vichinghi strappano i mantici riuscendo così a fare passare l'ostacolo indenne alla loro nave. |                   |                   |
| 22 | La cassa del tesoro 「ハルバルの宝箱」 - harubaru no takarabako | 28 agosto 1974    | 2 novembre 1977   |
| 22 | Il gigantesco Sven, avversario di sempre di Halvar, giunge a Flake quando questa è priva di qualsiasi difesa ed inizia a razziare tutto quello che trova; con le donne, i vecchi e i bambini che intanto si sono rifugiati all'interno della grande casa comune. All'arrivo della nave dei vichinghi Sven dice che, se non gli consegnano immediatamente l'intero tesoro racimolato, daranno fuoco alla casa comune. Alvar si arrende, ma quando vede che Sven sta per aprire il suo tesoro lo prende e scappa fino ad una scogliera senza via d'uscita. Intanto Viki costruisce una funivia e fa precipitare massi sui nemici permettendo ad Alvar di mettersi al sicuro. A questo punto Ylvi getta un alveare su Sven che si ritira con la coda tra le gambe. Si scopre dopo che il tesoro contiene oggetti dozzinali che per Alvar hanno una grande importanza. |                   |                   |
| 23 | La vendetta del pesce sega 「のこぎりエイの 敵討ち」 - nokogiri ei no katakiuchi chi | 4 settembre 1974  | 9 novembre 1977   |
| 23 | Snorre ha nascosto a Tjure la sua preziosa ascia e quest'ultimo in preda alla rabbia getta un sasso in acqua che rompe la sega di un cucciolo di pesce sega. Tjure trova la sega e se ne impossessa trovandola molto migliore della sua ascia precedente. Il branco di tutti i pesce sega della zona allora dichiara una guerra senza tregua ai vichinghi facendogli affondare tutte le imbarcazioni. Viki stabilisce una tregua e utilizzando della resina riattacca la sega al suo proprietario. Una volta fatta la pace i vichinghi costruiscono una nuova nave persino migliore della precedente. |                   |                   |
| 24 | Faxe prende moglie 「ファクセのお嫁さん」 - fakuse noo yomesan | 11 settembre 1974 | 16 novembre 1977  |
| 24 | Alvar combina un incontro per far sposare Faxe, ma per un equivoco Viki va al suo posto. Arrabbiato il padre della ragazza concede a Faxe un'ultima possibilità: se riuscirà a recuperare un gioiello in fondo al mare entro il tramonto Faxe potrà avere la mano della figlia. Per quanto ci provi Faxe è incapace di immergersi così Viki gli fa indossare una muta da palombaro utilizzando una botte, una canna e degli stivali di ferro. Faxe riesce nell'impresa, ma alla fine rinuncia a sposarsi perché ama troppo mangiare. |                   |                   |
| 25 | La nave fantasma 「ゆうれい船を やっつけろ」 - yūrei fune wo yattsukero | 18 settembre 1974 | 23 novembre 1977  |
| 25 | Al largo di Flake appare una nave dall'aspetto sinistro. Alvar convince tutti ad esplorarla, ma una serie di eventi sfortunati fa sì che gli scheletri dell'equipaggio sembrino vivi. Viki trova una cassa contenente una mappa, ma la cassa si chiude intrappolandolo al suo interno. La confusione che si crea nella nave fa affondare la nave, ma Viki riesce a salvarsi. Consultando la mappa, Urobe capisce che è disegnata la Groenlandia, un luogo inesplorato che potrebbe celare un grande tesoro. |                   |                   |
| 26 | Il tesoro della Groenlandia 「雪と氷の宝島」 - yuki to koori no takarajima | 25 settembre 1974 | 30 novembre 1977  |
| 26 | Partiti per la Groenlandia, i vichinghi incontrano correnti fredde, neve e ghiaccio. Arrivati sulla costa dell'isola riescono a superare un'alta parete di ghiaccio grazie a un'idea di Viki, proseguendo in direzione Nord. Venuti in contatto e ospitati dagli Eschimesi, i vichinghi espongono al capo villaggio il perché della loro visita sull'isola: la mappa trovata nella nave fantasma. Il capo eschimese svela che quella è la mappa di un tesoro accumulato negli anni da pirati e si trova nel cosiddetto palazzo di ghiaccio e quindi li accompagna. L'entrata si trova in fondo a un profondo crepaccio e i vichinghi, calatovisi, ammirano il grande palazzo fatto interamente di ghiaccio che imprigiona un immenso tesoro. Tjure tenta d'impossessarsi dell'oro cercando di bucare il ghiaccio con la spada, ma quest' azione fa collassare tutto quanto, mettendo in pericolo i vichinghi che escono per un pelo. Il crepaccio si richiude imprigionando per sempre le ricchezze e ai vichinghi non resta che ritornare a casa a mani vuote, solo Viki è felice per aver fatto amicizia con gli Eschimesi. |                   |                   |
| 27 | Il dramma dei gabbiani 「ビッケと クジラの親子」 - bikke to kujira no oyako | 2 ottobre 1974    | 7 dicembre 1977   |
| 27 | Nel viaggio di ritorno i vichinghi vengono ostacolati da una balena che li fa schiantare sulla costa. Viki si accorge che lì vicino c'è un'insenatura al cui interno c'è intrappolato un cucciolo di balena e convince il padre a salvarlo. Usando una gru rudimentale il piccolo si ricongiunge con il genitore e Viki fa amicizia con il cucciolo suonando il corno. All'improvviso compare Swen che li insegue, per sbarazzarsi di loro Viki dirige la nave su uno stretto attirando con il corno anche le balene. Ad un certo punto la balena affiora dall'acqua sollevando la nave si Swen mettendolo fuori gioco. |                   |                   |
| 28 | C'è sempre un problema 「かもめのカール」 - kamomeno karu | 9 ottobre 1974    | [ 1 ]             |
| 28 | Viki cura un gabbiano caduto sulla nave e per ironia della sorte il gabbiano scambia l'elmo di Alvar per il suo nido. Il gabbiano inizia a perseguitare Alvar lanciandogli addosso delle conchiglie o restando in cima al suo elmo. Viki cosparge di resina l'elmo per catturare l'animale e poi lasciarlo sull'isola dei gabbiani. Una volta giunti sull'isola e liberato il gabbiano i due vengono sorpresi da Swen che vuole vendicarsi. Viki escogita un piano e dice a Swen che indossando l'elmo di Alvar diverrà il capo di Flake, a questo punto il gabbiano e tutti quelli dell'isola iniziano a bombardare Swen e la sua ciurma con i sassi consentendo ad Alvar di vincere. Come ringraziamento Viki lascia al gabbiano l'elmo di Swen. |                   |                   |
| 29 | Invito in Grecia 「ギリシャの国の 迷路」 - girisha no kuni no meiro | 16 ottobre 1974   | 14 dicembre 1977  |
| 29 | I vichinghi partono per una nuova avventura ma a causa di una tempesta vengono spinti a Sud dove incontrano una nave mercantile greca. I greci invitano i vichinghi ad accompagnarli in Grecia dove verranno accolti come eroi con un lauto banchetto. Il re dice ai suoi ospiti che possono prendere tutti i tesori che vogliono una volta oltrepassato il labirinto e i vichinghi ci cascano rimanendo intrappolati. Viki accorre in loro aiuto attaccando al suo elmo il filo di lana dei suoi vestiti per orientarsi. Il giorno dopo il re scopre che i vichinghi sono usciti dal labirinto con tutti i tesori, ma li fa cadere nel fossato. |                   |                   |
| 30 | L'olimpiade di Viki 「ギリシャの国の オリンピック」 - girisha no kuni no orinpikku | 23 ottobre 1974   | 28 dicembre 1977  |
| 30 | Il re propone una prova di forza in sette discipline sportive per determinare chi è il vincitore. Alvar vince il lancio del giavellotto, Snorre perde il lancio del disco, Tjure vince la corsa, Gorm perde il salto in lungo, Faxe vince la lotta e Ulme perde la maratona. A Viki spetta il salto in alto, prima propone al re di alzare la sbarra e di poter usare un lungo bastone e poi vince mettendo in pratica il salto con l'asta. Nonostante la vittoria il re intrappola di nuovo i vichinghi, ma Viki avendo capito l'imbroglio del maratoneta avversario trova un passaggio segreto e lascia la Grecia con tutti i tesori. |                   |                   |
| 31 | Le donne rapite 「デンマークの 冒険（前編）」 - denmaku no bōken (zenpen) | 30 ottobre 1974   | 13 febbraio 1978  |
| 31 | Tornati a casa i vichinghi scoprono che i danesi hanno rapito tutte le donne di Flake per avere in cambio delle loro vite i tesori che hanno accumulato. Le donne di Flake iniziano a pulire e a far da mangiare. Il re è colpito dalla loro bravura che decide di tenersele e non è più interessato ai tesori che Halvar ha portato con sé. I vichinghi sono risoluti a salvare le donne, ma finiscono in una trappola. |                   |                   |
| 32 | La fuga dal castello 「デンマークの 冒険（後編）」 - denmaku no bōken (kōhen) | 6 novembre 1974   | 20 febbraio 1978  |
| 32 | Viki chiede ai soldati di ascoltare le canzoni di Ulme, con questo espediente le donne di Flake vengono a sapere che i loro uomini sono imprigionati ed iniziano a scioperare. Il re libera i vichinghi a patto che le donne continuino a cucinare per lui. Viki si assicura di far preparare un lauto banchetto per far ubriacare i danesi e poi costruiscono uno scivolo di stoffa per atterrare sulla loro nave. Una volta che i danesi scoprono l'imbroglio inseguono i vichinghi, ma finiscono in mare dove li attendono gli squali. I vichinghi ritornano a casa con il bottino dei danesi. |                   |                   |
| 33 | Un certo Signor Lumperich 「北国から来た男」 - kitaguni kara kita otoko | 13 novembre 1974  | 27 febbraio 1978  |
| 33 | Un mercante imbroglione arriva a Flake sostenendo di regalare a tutti i suoi diciassette oggetti, tuttavia essendo in troppi nel villaggio Lumperich organizza un gioco. Per partecipare occorre una moneta d'oro, che verrà restituita in caso di vincita, dopodiché a turno si prendono a piacere da uno a tre oggetti. Alla fine chi prende la scatola nera perde, invece chi vince prende un oggetto a scelta tra quelli presenti. Il trucco consiste nel lasciare iniziare l'avversario per poi prendere ad ogni turno un numero di oggetti la cui somma con quelli presi dell'avversario nel turno precedente sia 4: in questo modo l'ultimo oggetto che l'avversario prenderà sarà sempre la scatola nera. Viki capisce l'inganno e senza farsi vedere aggiunge un oggetto e si riprende tutte le monete d'oro che i vichinghi avevano perso. |                   |                   |
| 34 | Il sasso parlante 「シュラック村の 少年」 - shurakku mura no shōnen | 20 novembre 1974  | 6 marzo 1978      |
| 34 | Una volta l'anno Flake e Slake si contendono con una sfida il diritto di celebrare una festa vicino ad un gigantesco sasso. Viki si incontra con Finn figlio di Baltak di Slake ed insieme cercano un modo per far andare d'accordo i due villaggi, ma finiscono intrappolati dentro una caverna. Intanto sia Baltak che Alvar credono che i loro figli siano stati rapiti con lo scopo di avere una vittoria facile. Viki e Finn si addentrano nella caverna finché non scoprono di essere arrivati sulla vetta interna del sasso gigante e qui vedono i loro padri discutere. I due bambini iniziano a parlare dal sasso facendo credere agli altri di essere una divinità che comanda loro di fare amicizia pena la vita dei loro figli. Il piano riesce e i due bambini vengono salvati. |                   |                   |
| 35 | Viaggio in Russia 「ビッケ空をとぶ」 - bikke sora wotobu | 27 novembre 1974  | 13 marzo 1978     |
| 35 | Alvar vuole partire per la Russia, ma la ciurma si rifiuta di partire senza Viki. Alvar incuriosisce Viki dicendogli che avrebbe visto la fine del mare e alla fine Viki accetta di andare. Durante il viaggio una violenta tempesta spezza l'albero maestro portandosi via Viki che modifica la vela facendola diventare una specie di deltaplano. Dopo aver cercato per ore gli altri Viki atterra su un isolotto, nel frattempo Alvar e gli altri viaggiano alla deriva piangendo la scomparsa di Viki. Il giorno dopo Viki si ricongiunge con le sue amiche foche. |                   |                   |
| 36 | Ai confini del mondo 「ハルバル 迷子になる」 - harubaru maigo ninaru | 4 dicembre 1974   | [ 1 ]             |
| 36 | Viki parte alla ricerca dei suoi amici viaggiando nei mari polari, nel frattempo i vichinghi approdano sulla terraferma, ma Alvar è disperato per la scomparsa di Viki e a nulla valgono i tentativi della ciurma di tirargli su il morale. Alla fine Viki trova delle tracce e riesce a ricongiungersi con suo padre. |                   |                   |
| 37 | Il capo tribù Accakappa 「変てこな おもてなし」 - kaete kona omotenashi | 11 dicembre 1974  | [ 1 ]             |
| 37 | I vichinghi si accorgono di essere approdati su un territorio che non è segnato sulle mappe e decidono di esplorarlo. Qui si imbattono in animali mai visti come bisonti e puzzole senza accorgersi di essere spiati. All'improvviso i vichinghi vengono circondati da uomini armati di arco e frecce che non esistano a scagliare contro di loro. Tuttavia le frecce non hanno la punta e i vichinghi dopo lo spavento vengono a sapere che quello era un saluto tradizionale degli indigeni del posto. I vichinghi conoscono così gli indiani: gente pacifica e sociale. |                   |                   |
| 38 | Il regalo dell'ospite 「ビンカ人の宝物」 - binka nin no takaramono | 18 dicembre 1974  | [ 1 ]             |
| 38 | I vichinghi visitano l'accampamento degli indiani e vengono colpiti dall'uso del riscaldamento all'interno delle tende, dalle stoffe pregiate e dalla lanterna. Tjure propone di fare man bassa di tutto e di scappare, ma Alvar arrabbiato lo caccia via e decide di ripagare la gentilezza degli indiani costruendo per loro un acquedotto. Tjure si pente, chiede scusa ai suoi compagni che lo perdonano. Una volta completato il lavoro gli indiani si dimostrano felici per il regalo. |                   |                   |
| 39 | L'assalto a Winkadorf 「おしゃれなスノッペ」 - osharena sunoppe | 25 dicembre 1974  | [ 1 ]             |
| 39 | L'arrivo di Snoppe un vichingo vanitoso e spietato mette in pericolo la pace degli indiani. Dopo aver visitato l'accampamento Alvar viene fatto prigioniero per aver difeso gli indiani rinchiudendolo in una caverna. Viki ordina a Snorre di imitare il verso di un orso per distrarre le guardie mentre gli altri vanno a salvare Alvar. Il piano funziona e Snoppe va su tutte le furie gridando vendetta. |                   |                   |
| 40 | I capelli di Snoppe 「のびたスノッペの 巻毛」 - nobita sunoppe no kan ke | 1º gennaio 1975   | 14 giugno 1979    |
| 40 | Preoccupati per la vendetta di Snoppe Tjure e Snorre si introducono nella sua nave per rasare i suoi capelli. I due scoprono che Snoppe usa i bigodini per fare i riccioli ai suoi capelli, Tjure fa cadere le forbici facendosi scoprire e scappano via. Viki organizza una barricata e all'arrivo di Snoppe libera il vapore della caldaia che svelano il segreto di Snoppe: i suoi capelli sono rossi e arruffati. Per la vergogna Snoppe fugge via e i soldati rimasti decidono di allearsi con Alvar. |                   |                   |
| 41 | Ritorno a casa 「なつかしの フラーケ」 - natsukashino furake | 8 gennaio 1975    | 18 giugno 1979    |
| 41 | Mentre gli indiani festeggiano con i vichinghi Snoppe si fa vivo con brutte intenzioni, tuttavia il capo degli indiani decide di aiutare Snoppe rimettendo in sesto il suo aspetto. L'indomani Snoppe supplica la sua ciurma per ritornare a casa e grazie ad Alvar ottiene il permesso. Anche i vichinghi di Flake vogliono tornare a casa e si fanno aiutare dagli indiani a riparare la nave. Finalmente i vichinghi tornano a casa e vengono accolti a braccia aperte. |                   |                   |
| 42 | Arriva il circo 「フラーケ村に サーカスがやって来た」 - furake mura ni sakasu gayatte kita | 15 gennaio 1975   | 21 giugno 1979    |
| 42 | A Flake è arrivato il circo e tutti si divertono tranne Tjure che perde tutti i soldi nelle scommesse. L'atmosfera allegra viene rovinata con la venuta dell'esattore delle tasse che esige soldi dai vichinghi. Il capo del circo si sente in colpa e vuole aiutare i vichinghi e così il giorno dopo invogliano l'esattore delle tasse a scommettere finché rimane al verde. Sentendosi imbrogliato l'esattore cerca di recuperare i soldi con la forza, ma i vichinghi riescono ad intrappolarlo sulla cima di un albero. Faxe inizia ad abbattere l'albero con un'ascia e l'esattore spaventato a morte promette di non far pagare mai più le tasse ai vichinghi di Flake. |                   |                   |
| 43 | Halvar vince la battaglia 「わら人形戦争」 - wara ningyō sensō | 22 gennaio 1975   | 25 giugno 1979    |
| 43 | Alvar e Baltak si contendono ogni anno il titolo di Capo dei Capi costruendo un uomo di paglia nella piazza del proprio villaggio: il primo che riesce a far bruciare il manichino avversario vince. Baltak attacca per primo e si affida alla mira di Olaf in grado di centrare obiettivi a grande distanza, ma la presenza di Ylvi manda all'aria il piano. Viki decide di aiutare il padre ed utilizza gli scudi di ferro per riflettere la luce del sole in un punto unico sull'uomo di paglia di Baltak dandogli fuoco. Dopo venti anni Alvar riesce finalmente a vincere la sfida, ma i suoi uomini lo prendono in giro dicendogli che non vincerà mai contro sua moglie. |                   |                   |
| 44 | Il cercatore di tesori 「フラーケ族は 畑仕事が大きらい」 - furake zoku ha hatake shigoto ga ooki rai | 29 gennaio 1975   | 28 giugno 1979    |
| 44 | Le donne di Flake sono arrabbiate con i loro uomini perché si rifiutano di sarchiare i campi di rape. Intanto Baltak va da Alvar per formare un'alleanza e mentre i vichinghi festeggiano le donne occupano la nave in segno di protesta e cacciano via i loro uomini finché non avranno sarchiato il campo. Viki decide di stare dalla parte di sua madre e convince i vichinghi con una mappa falsa che ci sono monete d'oro sul campo di rape. Tutti iniziano a scavare sul terreno e solo dopo averlo sarchiato tutto scoprono di essere stati ingannati, ma alla fine ci ridono sopra. |                   |                   |
| 45 | I terribili uomini grigi 「雷声 ブルーレットとビッケ」 - kaminari koe bururetto to bikke | 5 febbraio 1975   | 2 luglio 1979     |
| 45 | Un naufrago va a Flake a chiedere aiuto per combattere contro gli uomini grigi in Bulgaria. I vichinghi accettano e passano inosservati l'accampamento nemico. Il giorno dopo gli uomini grigi attaccano il forte salendo uno sulle spalle dell'altro, ma prima che arrivino in cima Urobe si ricorda del loro punto debole: l'acqua. Usando una gru con due secchi alle estremità i vichinghi versano acqua tiepida sui nemici facendoli scappare. |                   |                   |
| 46 | Attacco alla fortezza 「親知らずと トンネル作戦」 - oya shirazu to tonneru sakusen | 12 febbraio 1975  | 5 luglio 1979     |
| 46 | Sinsibad fa scavare una galleria sotterranea per sbucare dentro il forte, ma i vichinghi ignari di tutto non sospettano niente. Per fortuna Viki si libera di un dente che gli faceva male da quando sono partiti da Flake e capisce cosa sta succedendo. Viki fa preparare una fossa nella piazza per poi riempirla d'acqua non appena il nemico esce fuori dal tunnel. Il piano riesce ad anche il re dà il suo contributo spaventando gli uomini grigi con un serpente e facendoli scappare. |                   |                   |
| 47 | Bullermann e i trampoli 「ビッケと竹馬作戦」 - bikke to takeuma sakusen | 19 febbraio 1975  | 9 luglio 1979     |
| 47 | Sinsibad misura l'altezza del forte e fa costruire dei trampoli per saltare le mura. Viki intuisce il loro piano, ma è contrario all'idea di Tjure cioè attaccare uomini disarmati con le lance. Viki trova un piano alternativo: raccogliere il latte di cocco per farne una zuppa e versarla dentro delle botti. Il giorno dopo gli uomini grigi attaccano, ma i vichinghi sono pronti e gettano loro le botti versando sul terreno un liquido bianco e appiccicoso che fa scivolare a terra i nemici. Ancora una volta Bullermann deve ritirarsi. |                   |                   |
| 48 | Ci sei caduto, Bullermann 「わがままブルーレットの 大反撃」 - wagamama bururetto no dai hangeki | 26 febbraio 1975  | 12 luglio 1979    |
| 48 | Sinsibad fa costruire un trono appuntito per poi scagliarla contro le mura ed aprire una breccia. Solo Viki riesce ad intuire il piano nemico quindi fa costruire un muro mobile per posizionarlo nel punto dove il muro verrà abbattuto ed in seguito chiudere la breccia versando il cemento fresco. Il piano va in porto e Bullermann va su tutte le furie. |                   |                   |
| 49 | Viki e il cavallo di legno 「大きな木馬の 贈り物」 - ooki na mokuba no okurimono | 5 marzo 1975      | 16 luglio 1979    |
| 49 | Sinsibad fa costruire un gigantesco cavallo di legno nascondendo i suoi soldati al suo interno e poi regalarlo ai bulgari per oltrepassare le mura ed aprire la porta del forte dall'interno. Quando Bullermann e Sinsibad vanno a regalare il cavallo, sotto suggerimento di Viki, Alvar prende tempo rifiutando il dono per due giorni. Intanto Viki capisce l'inganno e imprigiona i soldati con una rete gigantesca. Il giorno dopo Bullermann capisce di aver perso ancora e si dispera, Viki allora propone di mettere fine alle ostilità e Bullermann accetta. |                   |                   |
| 50 | Viki nel mare polare 「北極の冒険」 - hokkyoku no bōken | 12 marzo 1975     | 19 luglio 1979    |
| 50 | Con le pelli ricevute in Bulgaria i vichinghi si dirigono dagli eschimesi, ma durante il viaggio la nave si incaglia sul mare ghiacciato dell'artico. Il fortuito incontro con un eschimese salva loro la vita in cambio delle pelli che hanno a bordo. L'eschimese insegna ai vichinghi come costruire un igloo, intanto Viki avvista un branco di renne e gli viene un'idea: catturarle per poi far loro trainare la nave fino all'acqua. Una volta liberata la nave dal ghiaccio i vichinghi usano i remi e gli scudi come sci per mantenere dritta la nave ed arrivare in mare aperto. |                   |                   |
| 51 | Viki prigioniero degli Olandesi 「ハルバル父さんの 脱出作戦」 - harubaru tōsan no dasshutsu sakusen | 19 marzo 1975     | 23 luglio 1979    |
| 51 | Alvar non vuole tornare a casa a mani vuote e si mette ad inseguire una nave commerciale fino ad arrivare in Olanda, tuttavia si accorge troppo tardi di essere caduto in trappola quando viene circondato da dieci navi da guerra. I vichinghi sono costretti ai lavori forzati: devono scaricare l'acqua che penetra dalle dighe, intanto Alvar tenta invano per due volte la fuga ottenendo come risultato la riduzione dei pasti. Alla fine Viki riesce ad ottenere la libertà usando un mulino a vento per pompare l'acqua direttamente nel mare. |                   |                   |
| 52 | Viki salva i draghi 「ビッケの 火山島探検」 - bikke no kazan shima tanken | 26 marzo 1975     | 26 luglio 1979    |
| 52 | A Flake, come ogni anno, arriva un venditore ambulante che rivela di aver trovato un grosso diamante su un'isola del sud. Alvar decide di partire e trovata l'isola scoprono che è flagellata da continue eruzioni vulcaniche. Viki cade dentro un buco e trova con sua grande sorpresa un dinosauro che sta covando due uova. La ciurma si ricongiunge a Viki e trova un giacimento di diamanti, mentre gli altri sono intenti alla raccolta i cuccioli di dinosauro vengono alla luce. Una forte scossa obbliga tutti a scappare in mare abbandonando il bottino appena raccolto, mentre il dinosauro trova rifugio sopra la nave di Alvar. L'isola affonda creando una gigantesca onda e Viki ordina a tutti di prendere uno scudo per usarlo come una tavola da surf per cavalcare l'onda. L'onda si infrange su una piccola isola e tutti, dinosauri compresi, sono sani e salvi. |                   |                   |
| 53 | Halvar lotta con l'orso 「ハルバル父さんの 熊退治」 - harubaru tōsan no kuma taiji | 2 aprile 1975     | 30 luglio 1979    |
| 53 | Viki, Ylvi e Ylva sono partiti per un campeggio di due giorni, quando Snorre avvisa Halvar che nelle vicinanze si aggira un orso pericoloso. Preoccupato per la sua famiglia Halvar si mette in viaggio per catturare l'orso, ma una volta trovato se lo lascia scappare. Ad un certo punto Halvar trova i suoi familiari, ma Ylva lo caccia via esortando a fare il suo dovere. Il giorno dopo Viki decide di aiutare suo padre e cattura l'orso con una gabbia di legno adescandolo prima con un richiamo e poi con il cibo. Viki impedisce a suo padre di uccidere l'orso e fa in modo di liberarlo in un luogo abbastanza distante dal villaggio. |                   |                   |
| 54 | Papà Halvar ha gli orecchioni 「おたふく風邪と ハルバル」 - otafuku kaze to harubaru | 9 aprile 1975     | 2 agosto 1979     |
| 54 | Viki ha gli orecchioni e Halvar se la prende con lui dicendogli che un vero uomo non si lamenta mai. Il giorno dopo Halvar scopre di essere stato contagiato, ma non vuole che nessuno lo sappia perché è troppo orgoglioso. Sentendo che Viki sta meglio viene a sapere che la sua pronta guarigione è merito di un'erba medicinale e così va a cercarla nella foresta. Intanto Viki capisce di aver contagiato suo padre e lo trova mentre sta mangiando le erbe. Viki aiuta suo padre con la scusa di prevenire gli orecchioni, tuttavia Halvar mangia così tanta erba che il giorno dopo è a letto con il mal di pancia. |                   |                   |
| 55 | Urobe va in pensione 「ウローブじいさんの 活躍」 - urobu jiisanno katsuyaku | 16 aprile 1975    | 6 agosto 1979     |
| 55 | Durante gli allenamenti di lotta Urobe si fa male e viene portato a casa. La ciurma discute sull'accaduto e si mette d'accordo per mandare Urobe in pensione. Nel frattempo Sven porta la nave dei vichinghi al largo inducendo tutti a partire su una piccola barca per recuperare la nave. Urobe però li ferma dicendo di ricordarsi che una cosa simile era già accaduta in passato a causa del padre di Sven e così Viki escogita un piano. Urobe assieme ai dei manichini somiglianti al resto della ciurma va a recuperare la nave facendo venire allo scoperto Sven che inizia a razziare il villaggio, mentre tutti gli abitanti si mettono al sicuro sui monti. Nel frattempo Snorre e Tjure si impossessano della nave di Sven ed iniziano a remare per portarla in mare aperto; quando i pirati se ne accorgono cercano di fermarla al molo. Halvar viene fuori dal suo nascondiglio e si fa beffe di Sven per poi buttarlo in mare. Sven con la sua ciurma inseguono la nave a nuoto e i vichinghi riconoscono che con la sua esperienza Urobe ha salvato il villaggio, quindi decidono di non mandarlo in pensione. |                   |                   |
| 56 | Un cavallo per Viki 「ハルバル父さんの 素敵なおみやげ」 - harubaru tōsan no suteki naomiyage | 23 aprile 1975    | 9 agosto 1979     |
| 56 | Halvar acquista un giovane cavallo da un mercante, ma non potendolo domare finge che sia un regalo per Viki. Il giorno dopo Halvar fa costruire una stalla e ordina a Viki di cavalcarlo, ma il cavallo si imbizzarrisce e porta Viki nella foresta. Viki non si arrende chiama il cavallo Annibale e riesce a fare amicizia con lui al punto che Viki va a dormire nella stalla. Durante una passeggiata Viki vede due uomini alla ricerca di un cavallo, più tardi scopre che il cavallo ricercato è la madre di Annibale. Dopo aver salvato il cavallo e fatto perdere le sue tracce Viki decide di liberare Annibale affinché stia con sua madre. |                   |                   |
| 57 | L'isola degli uccelli 「ビッケとチッチの 漂流記」 - bikke to chicchi no hyōryūki | 30 aprile 1975    | 13 agosto 1979    |
| 57 | Viki e Ylvi fanno un giro in barca quando vengono inghiottiti da una corrente marina andando alla deriva. I due trovano rifugio in una caverna di un'isola, mentre Halvar partito alla loro ricerca lotta con il mare in tempesta. Il giorno dopo Viki mentre raccoglie delle mele viene attaccato dagli uccellini, subito dopo appare una ragazza che intima loro di andarsene dopodiché caccia via i bambini con l'aiuto degli uccellini. Viki e Ylvi ritornano dalla ragazza per dimostrarle che non hanno cattive intenzioni quando all'improvviso appare un'aquila che cerca di prendere un uccellino. Viki lega due rami creando una fionda per poi scagliarle contro della frutta e mettendo in fuga il rapace. Maria cambia idea sui bambini e come ricompensa li riporta a casa a bordo di un cesto sollevato da tre gru, mentre Halvar viene salvato dalla sua ciurma. |                   |                   |
| 58 | Viki e il lupo 「狼なんて恐くない」 - ookami nante kowaku nai | 7 maggio 1975     | 16 agosto 1979    |
| 58 | Mentre Viki sta pescando viene aggredito da un lupo che lo intrappola su un albero, provvidenzialmente Halvar passa nelle vicinanze e fa scappare il lupo, tuttavia questi è ancora nelle vicinanze e Halvar esorta il figlio a diventare coraggioso se vuole diventare un vero vichingo e se ne va. Dopo una lunga fuga Viki si accorge di essere vicino al luogo dove prima stava pescando e trova una soluzione: costruisce dei trampoli e poi prende la sua canna da pesca per poi attaccare al collo del lupo una specie di sonaglio. A questo punto Viki si fa inseguire più volte dal lupo per poi fargli lo sgambetto all'improvviso orientandosi con il rumore prodotto dal sonaglio. Alla fine Viki raggiunge il villaggio sano e salvo lasciando il lupo a bocca asciutta. |                   |                   |
| 59 | Baltac in trappola 「急がば回れ 救出作戦」 - isoga ba maware kyūshutsusakusen | 14 maggio 1975    | 20 agosto 1979    |
| 59 | Mentre i vichinghi arano il terreno suona l'allarme e tutti accorrono in piazza. Olaf implora Halvar di andare a salvare Baltac che è stato fatto prigioniero in un regno straniero. Guidati da Urobe i vichinghi si costruiscono un carro per portarsi appresso la loro nave nelle pianure spingendola con le proprie mani. Mentre i vichinghi si concedono una pausa Olaf diventa impaziente e riesce a far partire la nave con l'aiuto del vento. Quando se ne accorgono i vichinghi iniziano ad inseguire la nave ritrovandola in seguito arenata nel deserto. Viki fa costruire due cingoli per poi farli passare sulle ruote creando una specie di carro armato. Prossimi alla meta i vichinghi trovano una parete rocciosa alta un centinaio di metri, per scalarla viene sfruttato il peso di un albero abbattuto in cima legato alla nave che fa da contrappeso mandando la nave in cima. Arrivati a destinazione si scopre che Baltac sta per essere fatto arrosto su una piastra ardente, Viki allora fa aggiungere davanti al carro uno scivolo e dopo aver lanciato la nave dalla cima della montagna lo scivolo trascina la piastra in mare salvando Baltac e i suoi uomini. |                   |                   |
| 60 | Viki e Françoise 「パルリの王女様」 - paruri no ōjo sama | 21 maggio 1975    | 23 agosto 1979    |
| 60 | Viki e gli altri si fermano in un porto per far compere, mentre corre Viki si imbatte in una bambina di nome Françoise che è inseguita da uomini cattivi. Con l'aiuto della ciurma Françoise è salva, ma solo una volta arrivati sulla nave attraccata si scopre che lei è una principessa, mentre gli altri discutono Françoise scioglie gli ormeggi e la nave viene spinta via dalla corrente lasciando a terra i soldati. Françoise crea disagi sul ponte dando fastidio ai vichinghi, ma Viki è sicuro che una volta visto il mare la principessa vorrà tornare a casa, ma questo non avviene perché il mare che la principessa ha visto in un libro è diverso da quello reale perché non ci sono i pesci. Viki fa costruire una specie di sottomarino con una botte e si immerge in acqua per fare vedere i pesci alla principessa. Nel frattempo le guardie del castello a bordo delle loro navi da guerra ingaggiano una lotta con i vichinghi e solo quando Viki e Françoise risalgono in superficie l'equivoco viene chiarito. |                   |                   |
| 61 | Il regno di Kamtscha 「おかしな困った とうせんぼ」 - okashina komatta tōsenbo | 28 maggio 1975    | 27 agosto 1979    |
| 61 | Navigando su un fiume i vichinghi vengono coinvolti nella guerra tra due tribù che si contendono la proprietà di una piccola isola in mezzo al fiume e la loro nave viene pesantemente danneggiata. Mentre la riparano vengono a sapere che per superare quel tratto di fiume devono aspettare un anno, ma a Viki viene un'idea: con l'aiuto delle donne di entrambe le tribù distruggono tutte le armi, mentre i vichinghi scavano attorno alle pareti dell'isola. Il giorno dopo, Viki propone una sfida: il primo che riesce a piantare la bandiera sull'isola ne prenderà possesso. I due leader si fanno avanti, ma avendo reso la parete liscia la notte prima, nessuno riesce ad arrivare in cima e tutti quanti si mettono a ridere. Alla fine i vichinghi mettono fine alla guerra e l'isola diventa un simbolo di pace poiché viene utilizzata come colonna portante per sostenere il ponte che collega le due tribù. |                   |                   |
| 62 | Viki nel castello dei fantasmi 「幽霊さんを 助けよう」 - yūrei sanwo tasuke yō | 4 giugno 1975     | 30 agosto 1979    |
| 62 | Halvar decide di assaltare il grande castello di un'isola, ma una volta arrivati non trovano nessuno. C'è solo un messaggio che parla della presenza dei fantasmi in quel luogo abbandonato, ma nessuno ci crede e i vichinghi decidono di rimanere. Nel cuore della notte i fantasmi fanno una fugace comparsa e le provviste spariscono. Sospettoso Viki decide di tendere una trappola ed in seguito alla cattura di un bambino si scopre che gli abitanti si fingono fantasmi perché un commerciante ha sparso la voce che in quell'isola ci sono enormi ricchezze. Per aiutare la popolazione Viki va ad Hora e qui inscena con suo padre come protagonista una storia dell'orrore che fa scappare tutti quelli presenti nella locanda in modo da spargere la voce che ci sono i fantasmi. Quando Halvar, Snorre e Tjure si rendono conto che la loro reputazione è compromessa cercano di tornare indietro per dire a tutti la verità, ma il resto della ciurma glielo impedisce. |                   |                   |
| 63 | Il ballo in maschera 「本当の バイキングだぞ」 - hontō no baikingu dazo | 11 giugno 1975    | 4 settembre 1977  |
| 63 | Usciti da un banco di nebbia fitta i vichinghi avvistano un castello e lo assaltano, ma vengono fermati da un gruppo di donne festanti che invita loro ad una festa in maschera. La regina, credendo che i vichinghi siano mascherati, assegna loro il primo premio e tutti iniziano a banchettare. Il cugino della regina trama nell'ombra per conquistare il trono e addormenta tutti con del sonnifero nel vino. Viki si traveste da donna con una maschera e due trampoli riesce a liberare il principino rinchiuso nella torre, ma viene scoperto ed inseguito dalle guardie finché i vichinghi non si risvegliano. Messe fuori gioco le guardie la regina e gli altri si risvegliano ignari di tutto, ma Halvar convince il cugino della regina a rinunciare al trono. I vichinghi se ne vanno con in premio un forziere pieno di tesori mettendo da parte il loro orgoglio. |                   |                   |
| 64 | Il sogno premonitore 「スノーレの大予言」 - sunore no daiyogen | 18 giugno 1975    | 11 settembre 1977 |
| 64 | Snorre tenta invano di rimanere a Flake perché quella notte ha fatto un sogno premonitore dove un gigantesco gatto nero mangia tutti quanti. Una volta in mare Snorre va in paranoia mettendo gli altri in soggezione quando il vento soffia tra le rocce di un isolotto, l'arrivo di una violenta tempesta, e il ritrovamento di un forziere preso da una nave abbandonata. Sul forziere è scritto un avviso a coloro che provano ad aprirlo, ma Tjure non resiste alla tentazione e scopre che c'è un fantasma. Tutti scappano sulla cima della prua, ma il fantasma in realtà è un bambino di nome Philipp che è scappato di casa in cerca di avventure. I vichinghi portano a casa il bambino non prima di aver legato ed imbavagliato Snorre ossessionato dalla sua paura. |                   |                   |
| 65 | Una torre pericolosa 「黄金の剣と グライダー」 - ōgon no tsurugi to guraida | 25 giugno 1975    | 18 settembre 1977 |
| 65 | Viki si esercita con Ylvi a volare quando trovano sulla spiaggia un uomo svenuto. Una volta sveglio l'uomo racconta di essere un principe di un lontano regno in viaggio per trovare una spada d'oro necessaria per proclamarlo re. I vichinghi si propongono di aiutarlo e partono in tutta fretta, ma arrivati sul posto scoprono che la spada è sulla cima di una torre inaccessibile. Viki li raggiunge con l'aiuto delle foche per avvertirli che una volta estratta la spada la torre sarebbe crollata ed escogita un piano. Con un pezzo di vela e due remi costruisce un paio d'ali, poi trainato dalle foche prende quota fino ad arrivare in cima. Dopo aver modificato le ali in un aquilone Viki prende la spada e vola verso casa inseguito da Halvar che brama di diventare re. |                   |                   |
| 66 | Il re scacchista 「ピッケがチェスで 大勝利」 - pikke ga chiesu de daishōri | 2 luglio 1975     | 25 settembre 1977 |
| 66 | Dopo un lungo viaggio nelle terre innevate della Russia i vichinghi arrivano in una città per vendere pelli, ma vengono fermati dalle guardie reali. Tonken, il re, dice ai vichinghi che per ottenere il permesso di vendere le pelli devono prima batterlo a scacchi, ma nessuno si fa avanti e sono costretti ad andarsene tranne Ulme, in quanto poeta, riesce ad accattivarsi le simpatie di Tonken. Il giorno dopo Viki sfida Tonken a scacchi e riesce a vincere con l'aiuto di Ulme. Il poeta esalta con una poesia il fatto che Tonken si sia fatto battere apposta e così il re fa amicizia coi vichinghi che vendono tutte le loro merci. |                   |                   |
| 67 | Il pedaggio 「川と川を 結んじゃえ!」 - kawa to kawa wo musun jae! | 9 luglio 1975     | 2 ottobre 1977    |
| 67 | I vichinghi stanno tornando a casa sul fiume Tornan per poi andare sul fiume Nute trasportando la nave sui tronchi d'albero usati come rulli, tuttavia scoprono che la foresta è sparita. A questo punto si fa avanti il re che impone loro una tassa per avere dei tronchi, ma Halvar rifiuta decidendo di ritornare in mare. Il re ha preventivamente posto uno sbarramento sul fiume e per rimuoverlo esige un pedaggio. Halvar non vuole cedere al ricatto e tenta di trasportare la nave a mani nude, ma percorso un terzo del tragitto sono tutti sfiniti. Viki ha un'idea, ma per metterla in atto cede tutto il carico in cambio di trenta tronchi, poi fa costruire un canale tra i due fiumi ed una chiusa. Una volta capito che tutte le navi useranno il canale di Viki al posto dei tronchi, il re acquista la chiusa ed il canale ridando tutto il carico ai vichinghi che proseguono verso Flake. |                   |                   |
| 68 | La grande sfida 「チューレとスノーレの 大げんか」 - chure to sunore no ooge nka | 16 luglio 1975    | 9 ottobre 1977    |
| 68 | Snorre e Tjure sono ai ferri corti e si sfidano in un duello con la spada all'ultimo sangue. Halvar li ferma e Viki propone una gara di marcia veloce per stabilire il vincitore. Durante la gara i due avversari trovano degli ostacoli e per superarli finiscono per darsi una mano a vicenda. Una volta ritornati a Flake, Snorre e Tjure fanno la pace abbracciandosi l'un l'altro. |                   |                   |
| 69 | Il futuro capo di Flake 「次のおかしらは 誰だ」 - tsugino okashiraha dare da | 23 luglio 1975    | 16 ottobre 1977   |
| 70 | Anche i vichingi piangono 「ハルバル父さんと 紙芝居」 - harubaru tōsan to kamishibai | 30 luglio 1975    | 23 ottobre 1977   |
| 71 | I risparmi di Halvar 「へそくりべそかき 宝物」 - hesokuribesokaki takaramono | 6 agosto 1975     | 30 ottobre 1977   |
| 72 | Il buon senso delle vichinghe 「ビッケとハルバルの 知恵くらべ」 - bikke to harubaru no chie kurabe | 13 agosto 1975    | 6 novembre 1977   |
| 73 | L'isola di Robin 「ロビン小父さんの 住む島」 - robin shō tōsan no sumu shima | 20 agosto 1975    | 13 novembre 1977  |
| 74 | Il monte più alto 「どっちの山が 高いか」 - docchino yama ga takai ka | 27 agosto 1975    | 20 novembre 1977  |
| 75 | La cena a casa di Tjure 「泣くなチューレ」 - naku na chure | 3 settembre 1975  | 27 novembre 1977  |
| 76 | La principessa Lora 「ファクセと気球と ルンドの娘」 - fakuse to kikyū to rundo no musume | 10 settembre 1975 | 1981              |
| 77 | La grande festa 「新しい船を おくろう」 - atarashi i fune wo okurō | 17 settembre 1975 | 1981              |
| 78 | 「仲間はづれにされた ハルバル」 - nakama hadurenisareta harubaru | 24 settembre 1975 | inedito           |